# Elevate (мініальбом)
Elevate — другий мініальбом американського репера Chamillionaire, виданий лейблом Chamillitary Entertainment 12 лютого 2013 р.

## Передісторія
17 січня 2013 Chamillionaire анонсував вихід мініальбомів через власний сайт для промоції майбутнього третього студійного альбому Poison. Репер поставив автографи на перших 500 пронумерованих фізичних копіях. Наступного дня оголосили обкладинку платівки. 23 січня Chamillionaire сповістив про відсутність гостьових появ на релізі.

## Реліз і промоція
Chamillionaire видав лише 1 тис. CD, які розпродали за 10 годин після анонсу 17 січня. Однак реліз був і надалі приступним для цифрового завантаження. Репер відзначив вихід Elevate концертом-вечіркою в клубі Chrome у Форт-Ворті, штат Техас 23 лютого 2013.

## Список пісень
| Цифрова версія | Цифрова версія       | Цифрова версія   | Цифрова версія |
| #              | Назва                | Продюсер(и)      | Тривалість     |
| -------------- | -------------------- | ---------------- | -------------- |
| 1.             | «Elevate»            | Tyler Keyes      | 3:13           |
| 2.             | «Hold Up»            | Natural Disaster | 3:36           |
| 3.             | «Slow Loud & Bangin» | Oli Smallz       | 4:14           |
| 4.             | «Overnight»          | Trakksounds      | 4:23           |
| 5.             | «Bet You Won’t»      | Oli Smallz       | 3:36           |
| 6.             | «Emotional»          | J Glaze          | 4:10           |
| 7.             | «Bullet Proof»       | Oli Smallz       | 2:59           |

| Фізична версія | Фізична версія       | Фізична версія | Фізична версія |
| #              | Назва                | Продюсер(и)    | Тривалість     |
| -------------- | -------------------- | -------------- | -------------- |
| 1.             | «Elevate»            | Tyler Keyes    | 3:13           |
| 2.             | «Bet You Won’t»      | Oli Smallz     | 3:36           |
| 3.             | «Slow Loud & Bangin» | Oli Smallz     | 4:14           |
| 4.             | «Overnight»          | Trakksounds    | 4:23           |
| 5.             | «Bullet Proof»       | Oli Smallz     | 2:59           |
| 6.             | «Emotional»          | J Glaze        | 4:10           |
| 7.             | «See Through»        | Trakksounds    | 3:10           |